# Oxo86
Oxo86 ist eine deutsche Ska-Punk-Band aus Bernau bei Berlin.

## Geschichte
Die Band wurde im Juni 1996 im brandenburgischen Bernau bei Berlin gegründet. In ihren Texten beschreibt Oxo86 das Skinheadleben und Trink- und Partythemen, behandelt aber immer wieder auch ernste Dinge, wie zum Beispiel den Widerstand gegen Überwachung und Nationalsozialismus und Aufrufe zu politischem Engagement.
Oxo86 hatte verschiedene Plattenverträge bei den Labels Sunny Bastards, Nix-Gut Records, Scumfuck Mucke und PukeMusic.

## Stil
Musikalisch zeichnet sich Oxo86 durch eine Kombinationen von Liedern mit verzerrter Gitarre, die eindeutig dem Genre des Punk zuzuordnen sind, und Liedern mit einem tanzbaren Offbeat, wie im klassischen Ska, aus. Seltener werden beide Elemente in einem Song kombiniert. Anders als bei anderen Deutschpunk-Bands, wie beispielsweise Berliner Weisse (Band), stehen die Texte nicht alleinig im Vordergrund.
Da die Band im Gegensatz zu anderen Ska-Punk-Bands, wie etwa 100 Kilo Herz nur über einen Bläser verfügt, gibt es keine komplexen oder mehrstimmigen Bläsersätze, sondern wiederkehrende Hooklines, die einstimmig von der Trompete gespielt werden. Nur selten wurden bei Aufnahmen mehrere Spuren eingespielt um eine Mehrstimmigkeit zu erzeugen.

## Diskografie

### Alben
- 2000: Heut’ trinken wir (Scumfuck Mucke)
- 2002: Bernauer Bierchansons (Scumfuck Mucke)
- 2004: Fröhlich sein und singen (Puke Music)
- 2006: So beliebt und so bescheiden (Puke Music)
- 2009: Kommen, seh’n und singen (Bernau Punkrock League)
- 2013: Auf die Liebe und auf die Sehnsucht (Sunny Bastards)
- 2016: Akustikalbum (Sunny Bastards)
- 2018: Rien ne va plus (Sunny Bastards)
- 2020: Live In Leipzig (Sunny Bastards)
- 2022: Dabei sein ist alles (Sunny Bastards)
- 2023: And the Usual Suspects (Sunny Bastards)

### Weitere Veröffentlichungen
- 1996: Fleisch, Sex, Alkohol (Tape)
- 1998: Helden wie wir EP: Harald Juhnke / Im Rausch / Entfachte Gefühle / Arbeitslos (7"-EP, So Nie Records SN 001)
- 2002: Sternburg Export / Zum Kotzen / Recht auf Arbeit / Heut trinken wir / Guten Morgen / So schön, auf „Rock für’n Heller Live Vol. 2“ (Tape Compilation)
- 2004: Alkohol, auf „Egoist Zeh Deh # Ainz“ (CD Compilation, Egoist Fanzine #7)
- 2007: Maria, auf „Bis nix mehr steht! – Punk aus Brandenburg“ (CDr Compilation, Hafi Records HR-13)
- 2007: Alkohol / Staatsanwalt / Recht auf Arbeit / Endstation, auf „Total Oi! Festival“ (DVD, Bandworm Records 049)
- 2007: Zum Kotzen, auf „Skinheads gegen Rassismus“ (CD Compilation, Nix Gut Records 184)
- 2007: Recht auf Arbeit, auf „Affentanz im Speckgürtel“ (CD Compilation, Oi!TheNische Records OTNR 001)
- 2008: Einheit Bernau, auf „Exklusiv & Rar … Der Sampler“ (Tape Compilation, Oi!TheNische Records OTNR 002)
- 2011: Mona Reloaded / Oxo86 – Stories of Suburbia (Split-LP, Contra Records CR 086 | CD, Puke Music PM 0??, 2012)
- 2013: Auf die Liebe und auf die Sehnsucht (LP+7"/CD, Crazy United Records CUR 018 / Sunny Bastards)
- 2018: Rien ne va plus (Album-Version/NDW Version/Piano-Version) (7"-EP, Sunny Bastards SBEP08)
- 2018: Geträumt, auf „Die Geschichten von Volxsturm – Akkorde unserer Jugend“ (2xLP/2xCD Tribute Compilation, Sunny Bastards 95)